# 60-й отдельный бронепоезд
 Не следует путать с 60-м отдельным бронепоездом войск НКВД по охране железнодорожных сооружений
60-й отдельный бронепоезд «Ленинградец», с 18 августа 1941 года Бронепоезд № 60/4 — воинская часть и боевая машина АБТВ РККА Вооружённых Сил СССР, до и во время Великой Отечественной войны.
«Ленинградец» в составе действующей армии:
- в Зимней войне;
- с 24 июня 1941 года по 15 ноября 1942 года.

## История
Отдельный лёгкий Броневой поезд № 60 был сформирован, по штату № 10/9, как броневой поезд кадра второй очереди при 12-м артиллерийском полку, летом 1932 года в Омске, Сибирский военный округ. В 1937 году броневой поезд был расформирован, а материальная часть (боевая машина) направлена в Ленинград, где на её базе был сформирован Учебный лёгкий бронепоезд № 60, по штату № 18/304-5, при Ленинградских бронетанковых курсах усовершенствования командного состава (ЛБТКУКС) имени А. Г. Бубнова, ЛенВО, и на 22 июня 1941 года числился в этом качестве. Боевая машина состояла из бронированного паровоза Ов, двух четырёхосных платформ с двумя 76-миллиметровыми орудиями и четырьмя пулемётами на каждой и двух контрольных платформ в начале и хвосте состава. Также к началу Великой Отечественной войны в составе бронепоезда была бронедрезина БДТ, которая действовала с ним, как минимум, до 1942 года.
Броневой поезд участвовал в Зимней войне. С началом Великой Отечественной войны развёрнут в лёгкий бронепоезд номер 60 и 24 июня 1941 года под командой старшего лейтенанта Борисова отправлен в район станции Раквере. Действует на участке Кингисепп — Таллин, поддерживает войска 8-й армии в Эстонии, в июле 1941 года перешёл в район Нарва — Кингисепп, поддерживает советские войска на участках Кингисепп — Молосковицы и Ястребино — Молосковицы, но скоро через Лугу переброшен в район Чудово — Любань. Немецкими войсками под станцией Мга было разрушено железнодорожное полотно и 18 августа 1941 года бронепоезд отошёл на Кириши. 20 августа 1941 года в районе станции Назия бронепоезд был разбит немецкой авиацией. Оставшуюся материальную часть, вместе с нашедшимся на станции паровозом немецкого производства, отправили в депо Ярославль; бронепоезд был отремонтирован и модернизирован Ярославским паровозоремонтным заводом.
С ноября 1941 года действует в районе Войбокало — Волховстрой, позднее в районе Кириши. За бронепоездом закрепилось прозвище «Неуловимый».
15 ноября 1942 года переименован в 4-й отдельный бронепоезд.

### В составе
| Дата            | Фронт                                                      | Армия                         | Дивизия | Бригада | Полк | Примечания        |
| --------------- | ---------------------------------------------------------- | ----------------------------- | ------- | ------- | ---- | ----------------- |
| 01.07.1941 года | Северный фронт                                             | -                             | -       | -       | -    | точных данных нет |
| 10.07.1941 года | Северный фронт                                             | -                             | -       | -       | -    | точных данных нет |
| 01.08.1941 года | Ленинградский фронт                                        | Кингисеппский участок обороны | -       | -       | -    | -                 |
| 01.09.1941 года | Ленинградский фронт                                        | -                             | -       | -       | -    | точных данных нет |
| 01.10.1941 года | Ленинградский фронт                                        | -                             | -       | -       | -    | точных данных нет |
| 01.11.1941 года | Ленинградский фронт                                        | 54-я армия                    | -       | -       | -    | -                 |
| 01.12.1941 года | Ленинградский фронт                                        | -                             | -       | -       | -    | точных данных нет |
| 01.01.1942 года | Ленинградский фронт                                        | 54-я армия                    | -       | -       | -    | -                 |
| 01.02.1942 года | Ленинградский фронт                                        | -                             | -       | -       | -    | -                 |
| 01.03.1942 года | Ленинградский фронт                                        | 54-я армия                    | -       | -       | -    | -                 |
| 01.04.1942 года | Ленинградский фронт                                        | 8-я армия                     | -       | -       | -    | -                 |
| 01.05.1942 года | Ленинградский фронт (Группа войск Волховского направления) | 8-я армия                     | -       | -       | -    | -                 |
| 01.06.1942 года | Ленинградский фронт] (Волховская группа войск)             | 8-я армия                     | -       | -       | -    | -                 |
| 01.07.1942 года | Ленинградский фронт                                        | 8-я армия                     | -       | -       | -    | -                 |
| 01.08.1942 года | Ленинградский фронт                                        | 8-я армия                     | -       | -       | -    | -                 |
| 01.09.1942 года | Ленинградский фронт                                        | -                             | -       | -       | -    | точных данных нет |
| 01.10.1942 года | Ленинградский фронт                                        | -                             | -       | -       | -    | точных данных нет |
| 01.11.1942 года | Ленинградский фронт                                        | -                             | -       | -       | -    | точных данных нет |

## Командиры
- старший лейтенант Борисов[3]